# Franc Kavčič (gospodarstvenik)
France Kavčič (s partizanskim imenom Veljko), slovenski gospodarstvenik, * 28. december 1922, Škofja Loka,  † 13. oktober 2000, Ljubljana.

## Življenjepis
Kavčič je bil pred drugo svetovno vojno delavec v kranjski tekstilni tovarni Jugobruna. Na začetju vojne je postal aktivist OF, nato je sodeloval v bojih Cankarjevega bataljona in bil 1942 politični komisar Škofjeloške čete v Poljanskem bataljonu. Leta 1943 je bil med drugim sekretar okrajnega komiteja (OK) Skoja Škofja Loka, član OK KPS Kamnik, član poverjeništva pokrajinskega komiteja (PK) Skoja Slovenije za Gorenjsko, nato do aprila 1945 sekretar PK Skoja za Gorenjsko. Po osvoboditvi je od 1947 do 1950 deloval v Trstu, 1951 na jugoslovanski ambasadi v Bukarešti. Leta 1955 je postal direktor tovarne klobukov Šešir v Škofji Loki in kasneje direktor podjetja Jugoinspekt v Ljubljani. Je nosilec Partizanske spomenice 1941.